# アイオン島
アイオン島（アイオンとう、ロシア語: Остров Айон）は北極海の一部である東シベリア海のチャウン湾に位置するロシア連邦領の島である。行政上はチュクチ自治管区のチャウン地区に属する。面積は約2000km2で最高点は64m。ツンドラ地帯に属しており、人口は200人（2017年時点）で、全住民が島の北西部の海岸にあるセロ、アイオンに居住している。
18世紀に商人ニキタ・シャラウロフにより発見された。島はチャウン湾の入り口に位置している。島には小さな池が多数あり、東にロヴィアム川、北西にリヴェム川という2つの川がある。
島の平均気温は-11.4℃で、最低気温は-51.3℃、最高気温は30.2℃。
島にはアヨン村と現在は廃村のエルブネイ村があり、住民の大半はチュクチ族となっている。島はトナカイの牧草地として使われている。